# بوريس تسيغانكوف
بوريس ديميتريفيتش تسيكانغوف (بالروسية: Борис Дмитриевич Цыганков) هو لاعب كرة قدم روسي في مركز الوسط ولد في يوم 17 أبريل 1998 في مدينة موسكو، يلعب حالياً مع نادي توربيدو منسك كمعار من نادي سبارتاك موسكو، يبلغ طوله 179 سم.

## روابط خارجية
- بوريس تسيغانكوف على موقع قاعدة بيانات كرة القدم.إي يو (الإنجليزية)
- بوريس تسيغانكوف على موقع Soccerway.com (الإنجليزية)